# 羅塞爾·赫雷拉
羅塞爾·阿馬多·赫雷拉·納瓦洛（西班牙語：Rosell Amado Herrera Navarro，1992年10月16日—），為多明尼加的棒球運動員，守備位置為外野手。他先前曾效力過美國職棒辛辛那提紅人、堪薩斯市皇家、邁阿密馬林魚，以及中華職棒的味全龍等隊。

## 職業生涯

### 科羅拉多洛磯
2009年，17歲的赫雷拉與洛磯簽約。2011年，他在開拓者聯盟新秀排名名列第五。
2013年11月20日，他進入球隊的40人名單內。他在球季結束後成為自由球員。雖然他後來又與球隊續約，不過他遲遲未登上大聯盟，最後在2017年成為自由球員，離開洛磯體系。

### 辛辛那提紅人
2017年11月17日，赫雷拉與紅人簽下小聯盟合約。2018年4月26日，他完成大聯盟初登場。不過他在6月1日便被球隊放進指定讓渡名單中。

### 堪薩斯市皇家
2018年6月2日，赫雷拉加入皇家。6月22日，赫雷拉在比賽中8局下沒收艾力克斯·布萊格曼的全壘打，下個半局隨即敲出致勝安打。7月28日，他面對洋基敲出大聯盟首轟。

### 邁阿密馬林魚
2019年1月2日，馬林魚將赫雷拉從讓渡名單中選走。不過他在6月19日遭到球隊指定讓渡，球季結束後成為自由球員。

### 紐約洋基
2020年1月3日，赫雷拉與洋基隊簽下小聯盟合約。不過他並未升上大聯盟，而是在11月2日成為自由球員。

### 味全龍
2020年12月26日，赫雷拉來到台灣的中華職棒大聯盟，並與味全龍簽下合約，成為味全在回歸中職後的第一名外籍打者。在待滿將近一個球季之際，確定在2021年10月底離台。

## 職棒生涯成績

### 美國職棒
| 年度 | 球隊         | 出賽 | 打數 | 安打 | 全壘打 | 打點 | 盜壘 | 三振 | 四死 | 壘打數 | 打擊率 | 上壘率 | 長打率 | OPS   |
| ---- | ------------ | ---- | ---- | ---- | ------ | ---- | ---- | ---- | ---- | ------ | ------ | ------ | ------ | ----- |
| 2018 | 辛辛那提紅人 | 11   | 13   | 2    | 0      | 0    | 0    | 5    | 0    | 2      | 0.154  | 0.154  | 0.154  | 0.308 |
| 2018 | 堪薩斯市皇家 | 75   | 265  | 63   | 1      | 20   | 3    | 52   | 19   | 86     | 0.238  | 0.292  | 0.325  | 0.616 |
| 2018 | 合計         | 86   | 278  | 65   | 1      | 20   | 3    | 57   | 19   | 88     | 0.234  | 0.286  | 0.317  | 0.602 |
| 2019 | 邁阿密馬林魚 | 63   | 105  | 21   | 2      | 11   | 4    | 27   | 11   | 33     | 0.200  | 0.288  | 0.314  | 0.602 |
| 合計 | 2年          | 149  | 383  | 86   | 3      | 31   | 7    | 84   | 30   | 121    | 0.225  | 0.286  | 0.316  | 0.602 |

### 中華職棒
| 年度 | 球隊   | 出賽 | 打數 | 安打 | 全壘打 | 打點 | 盜壘 | 三振 | 四死 | 壘打數 | 打擊率 | 上壘率 | 長打率 | OPS   |
| ---- | ------ | ---- | ---- | ---- | ------ | ---- | ---- | ---- | ---- | ------ | ------ | ------ | ------ | ----- |
| 2021 | 味全龍 | 87   | 299  | 85   | 6      | 37   | 6    | 66   | 33   | 118    | 0.284  | 0.365  | 0.395  | 0.760 |
| 合計 | 1年    | 87   | 299  | 85   | 6      | 37   | 6    | 66   | 33   | 118    | 0.284  | 0.365  | 0.395  | 0.760 |

## 外部連結
- 羅塞爾·赫雷拉在美國職棒（英语）
- 羅塞爾·赫雷拉在中華職棒
- 羅塞爾·赫雷拉在Baseball-Reference.com（大聯盟）（英语）
- 羅塞爾·赫雷拉在Baseball-Reference.com（小聯盟以及海外聯盟）（英语）
- 羅塞爾·赫雷拉在ESPN（MLB）（英语）
- 羅塞爾·赫雷拉在FanGraphs.com（英语）
- 羅塞爾·赫雷拉在The Baseball Cube（英语）
- 羅塞爾·赫雷拉的X（前Twitter）